# Bedford Park Boulevard-Lehman College
Bedford Park Boulevard-Lehman College, in origine Bedford Park Boulevard-200th Street, è una fermata della metropolitana di New York situata sulla linea IRT Jerome Avenue. Nel 2019 è stata utilizzata da 1 538 253 passeggeri. È servita dalla linea 4, attiva 24 ore su 24.

## Storia
La stazione fu aperta il 15 aprile 1918. Venne ristrutturata nel 2006.

## Strutture e impianti
La stazione è posta su un viadotto, ha due banchine laterali e tre binari, i due esterni per i treni locali e quello centrale per i treni espressi. Al di sotto del piano binari si trova un fabbricato viaggiatori, dove sono posizionati i tornelli e le scale per le banchine. L'ingresso del fabbricato affaccia su Bedford Park Boulevard West, vicino all'incrocio con Jerome Avenue.

## Interscambi
La stazione è servita da alcune autolinee gestite da NYCT Bus.
- Fermata autobus